# Jennifer Lien
Jennifer Lien, née le 24 août 1974 à Palos Heights, en Illinois, est une actrice américaine, plus particulièrement connue pour son rôle de Kes dans la série télévisée Star Trek: Voyager, et son rôle dans le film American History X (Davina Vinyard).

## Filmographie
- 1995 - 1997 : Star Trek : Voyager (TV) : Kes
- 1998 : American History X : Davina Vinyard
- 1998 : SLC Punk! :Sandy